# Bordissot Blanca
Bordissot Blanca es un cultivar de higuera de tipo higo común Ficus carica, unífera de higos de epidermis con color de fondo amarillo verdoso con sobre color verde amarillento. Se cultiva en la colección de higueras de Montserrat Pons i Boscana en LLucmajor Islas Baleares.

## Sinonimia
- "Burjassot" en la Comunidad Valenciana,[3][5][6]
- "Blanca" en Ibiza,
- "De Fraga" en la Franja de Poniente,
- "Burjassote Blanche" en Francia,
- "Olho Cego" en Portugal,
- "Burjassote Branca" en Portugal,
- "Brogiotto Bianco" en Italia,

## Historia
Actualmente la cultiva en su colección de higueras baleares Montserrat Pons i Boscana, rescatada de un ejemplar o higuera madre localizado en "son Saleta" término de LLucmajor, en un terreno profundo rico en nutrientes y húmedo, lo que le favorece un mayor porte y desarrollo de los frutos que cuando crece en un terreno seco y pobre en nutrientes.
El árbol de la variedad 'Bordissot Blanca' es muy utilizado como patrón para un cambio varietal, pues su comportamiento como portainjertos es excelente.
La palabra "Bordissot" es una palabra árabe pero la denominación nos llega a través del topónimo Burjasot nombre de una población cercana a Valencia capital, de donde es originaria esta variedad que fue introducida en las islas Baleares por agricultores oriundos de esta zona, allí se transformó en "Bordissot" como si tuviera algo que ver con "higuera Borde" (Cabrahigo).

## Características
La higuera 'Bordissot Blanca' es una variedad unífera de tipo higo común. Árbol de desarrollo mediano, copa redondeada, y anchura notable con ramaje muy regular. Sus hojas con 5 lóbulos tienden a ser mayoritarias (75 a 85%), 3 lóbulos (10 a 20%) y de 1 lóbulos (<5%). Sus hojas con dientes presentes y márgenes serrados. 'Bordissot Blanca' tienen mucho desprendimiento de higos teniendo una producción media de higos. La yema apical es cónica de color amarillo.
Los higos 'Bordissot Blanca' son higos urceolados, globosos o circulares, que presentan unos frutos grandes de unos 40,09 gramos en promedio, de epidermis de grosor fino y tacto medio áspero, de color de fondo amarillo verdoso con sobre color verde amarillento. Ostiolo de 3 a 5 mm con escamas medianas rosadas. Pedúnculo de 2 a 3 mm cilíndrico verde claro. Grietas longitudinales y reticulares. Costillas poco marcadas. Con un ºBrix (grado de azúcar) de 28, sabor muy dulce, y sabroso, con consistencia blanda, con color de la pulpa rojo blanquecino. Con cavidad interna mediana y una gran cantidad de aquenios medianos. Son de un inicio de maduración sobre el 28 de agosto al 12 de octubre y de importante cosecha con una producción alta debido al periodo de recolección largo. Son bastante  resistentes a la lluvia y mediana a la apertura del ostiolo.
Se usa para higo fresco y seco en humanos así como en alimentación animal ganado bovino y porcino. Su gran defecto es la finura de su piel lo que les hace una gran sensibilidad a las lluvias, rocíos y nieblas, que hacen que se abran y se pierda la mayor parte de la cosecha. Aparte de la gran susceptibilidad a la apertura del ostiolo, también lo son al agriado y al transporte.

## Cultivo
'Bordissot Blanca', es una variedad que se utiliza para consumo humano y animal tanto en fresco como seco. Se está tratando de recuperar de ejemplares cultivados en la colección de higueras baleares de Montserrat Pons i Boscana en LLucmajor.